# Vasilij Surikov (film)
Vasilij Surikov (Василий Суриков) è un film del 1959 diretto da Anatolij Michajlovič Rybakov.